# Norbert H. Brockmeyer
Norbert H. Brockmeyer bei der Ehrenringverleihung der Stadt Bochum, 2009

Link zum Bild

Norbert Hermann Brockmeyer (* 18. März 1952 in  Waltrop) ist ein deutscher Mediziner. Er ist Facharzt für Haut- und Geschlechtskrankheiten und betreibt Forschungen zu HIV und AIDS.

## Leben
Norbert H. Brockmeyer besuchte von 1958 bis 1966 die Volksschule Oer-Erkenschwick und absolvierte anschließend eine Ausbildung zum Elektroinstallateur. Von 1977 bis 1983 absolvierte er ein Studium der Humanmedizin an der Justus-Liebig-Universität Gießen und wurde 1985 promoviert („Pharmakokinetik des Antiarrhythmikums Mexiletin allein oder in Kombination mit Cimetidin oder Ranitidin“). Seit den 1980er beschäftigt er sich mit der Erforschung des Humanen Immundefizienz-Virus (HIV) und mit der Behandlung von Erkrankten. Von 1983 bis 1998 war er an der Uniklinik Essen tätig, seit 1998 forscht er an der Dermatologischen Klinik der Ruhr-Universität Bochum, die er seit 2006 als Direktor für Forschung und Lehre leitet.
Von 1997 bis 2007 war Brockmeyer Präsident der Deutschen AIDS-Gesellschaft (DAIG), seit 2002 Expert Consultant für HIV und AIDS der Weltgesundheitsorganisation (WHO). Seit 2009 ist er Leiter des Zentrums für Sexuelle Gesundheit an der Universitätshautklinik Bochum, Sprecher des Kompetenznetzs HIV/AIDS und seit 2010 Präsident der Deutschen STI-Gesellschaft (DSTIG).

## Veröffentlichungen (Auswahl)
- Pharmakokinetik des Antiarrhythmikums Mexiletin allein und in Kombination mit Cimetidin oder Ranitidin. Justus-Liebig-Universität Gießen, 1985.
- Die Beeinflussung des Wachstums HIV-assoziierter Kaposi-Sarkome durch pleiotrope Zytokine. Hänsel-Hohenhausen, 1997, ISBN 3-8267-1125-4.
- Mykobakteriosen. In: Wilhelm Meigel, Andreas Plettenberg, Helmut Schöfer: Infektionskrankheiten der Haut. Grundlagen, Diagnostik, Therapiekonzepte für Dermatologen, Internisten und Pädiater. Georg Thieme Verlag, Stuttgart 2010, ISBN 978-3-13-137733-3, S. 341–353.
- HIV-Infekt. Pathogenese · Diagnostik · Therapie. Springer Verlag, Berlin/Heidelberg 2013, ISBN 978-3-642-60722-6.

## Auszeichnungen
- 2009: Ehrenring der Stadt Bochum[5]